# Joseph Bernard Delilia de Crose
Joseph Bernard Delilia de Crose, né le 6 septembre 1739, mort le 16 août 1804, est une personnalité politique française, député du tiers état à l'Assemblée nationale du 28 mars 1789 au 30 septembre 1791, maire de Montréal-la-Cluse du 14 décembre 1791 au 26 décembre 1792, puis procureur-syndic du district de Nantua (Ain) du 26 novembre 1792 au 4 décembre 1793 et agent national de cette date au 25 avril 1795.

## L'Assemblée constituante de 1789

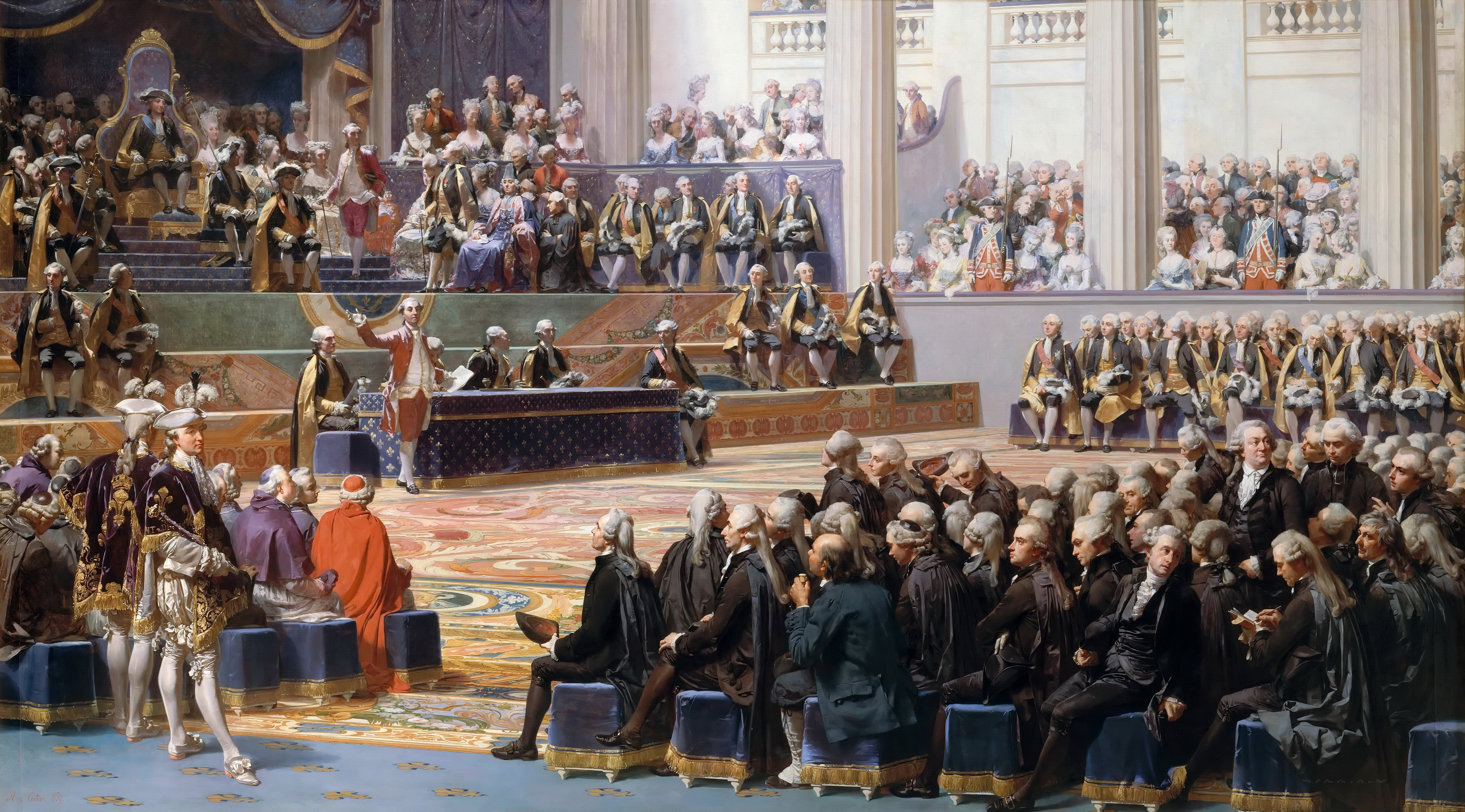
Ouverture des États généraux à Versailles, 5 mai 1789, Auguste Couder, 1839, Musée de l'Histoire de France (Versailles).

Joseph Bernard Delilia était issu d'une importante et ancienne famille de Montréal-la-Cluse, existant dès 1303.
Avocat demeurant à Montréal de 50 ans quand éclate la Révolution française, il participe à la rédaction du très précis cahier de doléances de sa commune. Sans fioritures ni salutations aux autorités, ce cahier, l'un des plus violents de la province, décrit l’injustice des impôts, dénonce l’arbitraire et le favoritisme et propose les moyens de supprimer ces privilèges.
La réputation de réformateur de Joseph Bernard Delilia de Crose lui vaut d'être élu député du tiers état à l'Assemblée constituante de 1789 où il remplit consciencieusement sa mission. On pense qu’il a fréquenté à Paris le club des Jacobins.

## La mairie de Montréal-la-Cluse
L'Assemblée Constituante terminant ses travaux en septembre 1791 et ses membres n’ayant pas le droit d’être élus à l’Assemblée Législative, Joseph Bernard Delilia rentre à Montréal et fait procéder à des élections municipales. Il est élu maire le 14 novembre 1791.
Son travail est reconnu de ses administrés: il met notamment fin au pillage de la forêt communale en nommant des gardes, fait amodier le four banal, nettoyer la ville, s’occupe de l’adduction d'eau des fontaines. Il fait également poursuivre et condamner en justice le comte de Douglas, pour une histoire de banc supprimé par ce dernier de la place de l’église.
Il faut noter que pendant la Révolution française, Montréal pris le nom révolutionnaire de Delilia-de-Crose,.

## Le district de Nantua
Montréal-la-Cluse étant devenu chef-lieu de canton, Delilia est appelé à présider les assemblées cantonales. Le 26 novembre 1792, il devient procureur-syndic du district de Nantua.
En avril 1793, une lettre interceptée laissant supposer qu'il se réjouit des défaites de l’« Armée de l'an II », il est arrêté et conduit à Lyon. Des perquisitions mené à son domicile le 2 juin 1793 ne révélant rien de compromettant, il est libéré. Le 5 juin 1793  une fête est organisée à Nantua pour célébrer son retour.
Le zèle révolutionnaire de Joseph Bernard Delilia de Croze, qui avait obligé le 4 Nivôse de l'an II (jour de Noël) le propriétaire du château de Brion à démolir entièrement sa maison, pour le seul motif qu'elle se situait sur une butte à 50 mètres au-dessus du village, entraine sa destitution par le représentant du peuple Gouly.
Gouly rappelé à Paris, Delilia est immédiatement réintégré dans ses fonctions par Antoine Louis Albitte, dont il partage les idéaux. Le 6 avril 1794, il demande au Conseil de District de faire vérifier sur le champ par des commissaires que les arrêtés d’Albitte, relatifs à la remise des objets religieux, à l'arasement des clochers, à l’envoi à la fonte des cloches et à la démolition des châteaux-forts soient exécutés.

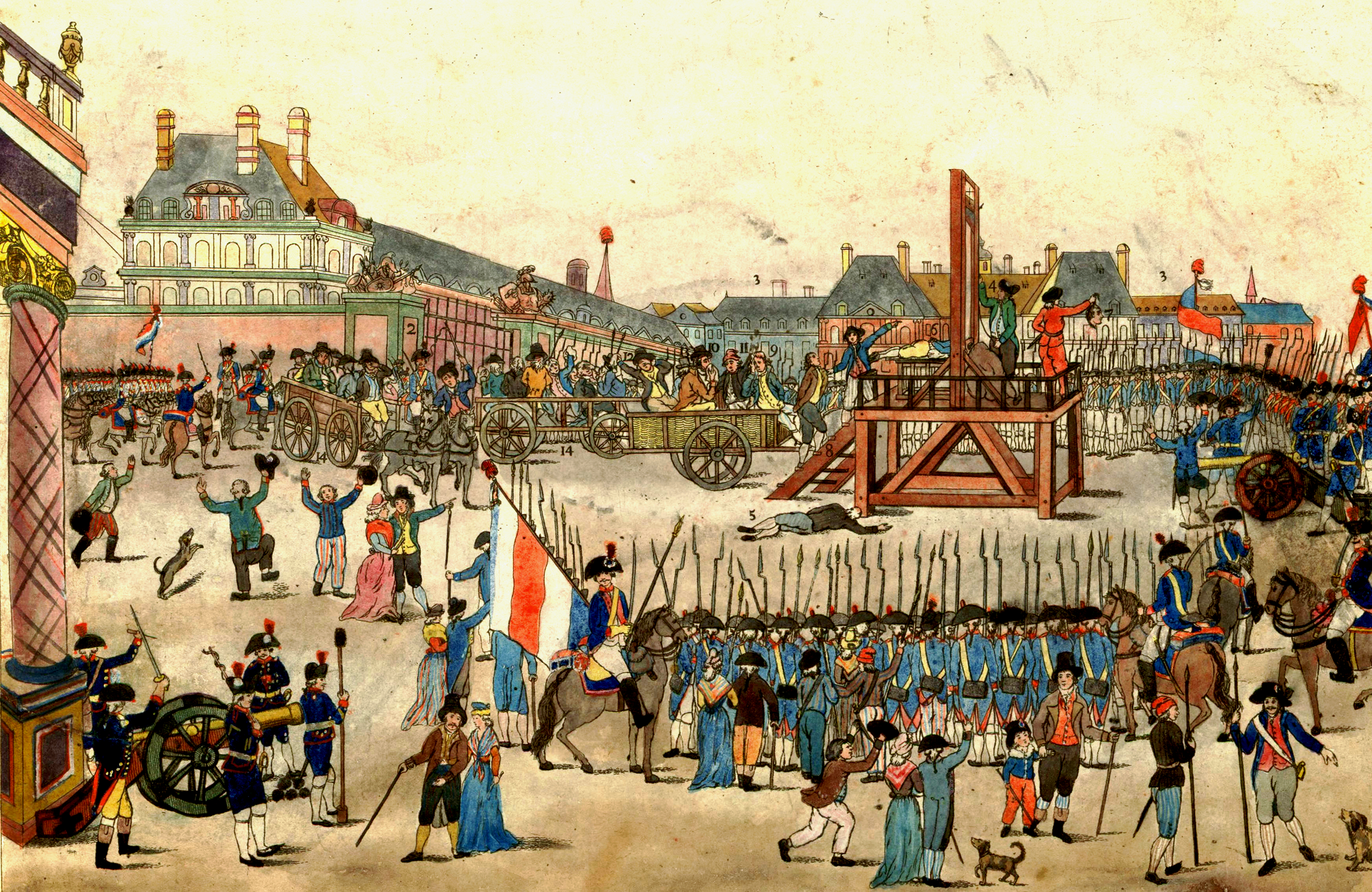
L’exécution de Robespierre, le 28 juillet 1794.

La chute de Robespierre et la fin de la Terreur entraîne la fin de sa carrière politique le 25 avril 1795. Il rentre alors définitivement dans son village natal.

## Fin de vie
Farouchement attaché à ses convictions anti-religieuses, il donne ses biens à sa petite nièce Esther Delilia, née en 1799, à la condition qu’elle ne soit pas baptisée… ce qu'elle sera tout de même.
Mort toujours fidèle aux idées de la Révolution le 16 août 1804, Joseph Bernard Delilia de Croze se fera enterrer à Montréal, au son du tambour et de la Marseillaise, dans sa propriété dite « en Crose », en dehors du cimetière. La légende rapporte qu'il fut enterré debout avec ses chiens

## Postérité
Une rue de Montréal-la-Cluse porte le nom de « Joseph Bernard Delilia ». Ironie de l'Histoire, cette rue est perpendiculaire à l’avenue Prosper-de-Douglas. Son mausolée existe toujours.